# Interferência
Interferência é um fenômeno ondulatório resultado da superposição de duas ou mais ondas num mesmo ponto. O padrão de interferência depende da diferença de fase entre as ondas, podendo inclusive resultar em total aniquilação (interferência totalmente destrutiva) ou na maximização da amplitude da onda resultante (interferência totalmente construtiva). No caso mais geral, a interferência será parcialmente construtiva e parcialmente destrutiva.
Efeitos de interferência podem ser observados com qualquer tipo de onda, como ondas mecânicas (ondas sonoras, ondas em um fluido, ondas em uma corda, etc), ondas eletromagnéticas, ondas de matéria, ondas gravitacionais, etc.

## Mecanismo
Pelo princípio da superposição de ondas, a onda resultante de um processo de interferência é obtida pela soma das funções de onda de cada onda participante do processo, obtendo assim uma função de onda resultante. A função de onda pode representar um deslocamento vertical (onda em uma corda), a variação de pressão do meio (onda sonora), um campo elétrico (onda eletromagnética), uma função de onda quântica (onda de matéria) ou qualquer grandeza representativa das ondas em análise. Logo, em todos estes casos, o resultado da interferência depende da diferença de fase entre as ondas. Em um ponto onde há encontro de cristas (máximos) de ondas de mesma frequência, a amplitude da onda resultante é a soma da amplitude de cada onda, resultando em uma interferência totalmente construtiva. Se a crista de uma onda encontra o vale (mínimo) de uma outra onda, a amplitude resultante é nula, resultando em uma interferência totalmente destrutiva.
Para exemplificar, suponha duas ondas em uma corda, com funções de onda
{\displaystyle y_{1}(x,t)=y_{m}sen(kx-wt)} e
{\displaystyle y_{2}(x,t)=y_{m}sen(kx-wt+\phi )}.
As duas ondas têm a mesma frequência angular {\displaystyle w} e, portanto, a mesma frequência {\displaystyle f}, o mesmo número de onda {\displaystyle k} (logo, mesmo comprimento de onda {\displaystyle \lambda }) e a mesma amplitude {\displaystyle y_{m}}. Ambas se propagam no sentido positivo do eixo x, com a mesma velocidade. Elas somente se diferem pelo ângulo constante {\displaystyle \phi }, denominado constante de fase, e que corresponde exatamente à diferença de fase entre as duas ondas neste exemplo. Segundo o principio de superposição, a onda resultante é a soma das duas outras, ou seja,
{\displaystyle y'(x,t)=y_{1}(x,t)+y_{2}(x,t)=y_{m}sen(kx-wt)+y_{m}sen(kx-wt+\phi )}, 
resultando em
{\displaystyle y'(x,t)=[2y_{m}cos{1 \over 2}\phi ]sen(kx-wt+{1 \over 2}\phi )}. 
Os possíveis resultados desta interferência estão exemplificados na tabela abaixo:
|                                                               | Exatamente em fase | Exatamente fora de fase | Resultado intermediário |
| ------------------------------------------------------------- | --- | --- | --- |
| Ondas {\displaystyle y_{1}(x,t)} e {\displaystyle y_{2}(x,t)} | | | |
| Onda resultante                                               | | | |
| Fórmula                                                       | {\displaystyle y'(x,t)=[2y_{m}cos{1 \over 2}\phi ]sen(kx-wt+{1 \over 2}\phi )} Com {\displaystyle \phi =n2\pi }, para {\displaystyle n=0,\pm 1,\pm 2...} | {\displaystyle y'(x,t)=[2y_{m}cos{1 \over 2}\phi ]sen(kx-wt+{1 \over 2}\phi )} Com {\displaystyle \phi =n\pi }, para {\displaystyle n=\pm 1,\pm 3,\pm 5...} | {\displaystyle y'(x,t)=[2y_{m}cos{1 \over 2}\phi ]sen(kx-wt+{1 \over 2}\phi )} Com {\displaystyle \phi =n\pi }, para {\displaystyle n\neq 0,\pm 1,\pm 2,\pm 3...} |

Interferência de ondas de duas fontes pontuais.

Como exemplo de interferência em duas dimensões, considere o que acontece quando duas pedras idênticas são jogadas em uma piscina de água em locais diferentes. Cada pedra gera uma onda circular de propagação para o exterior a partir do ponto onde a pedra foi deixada cair. Quando as duas ondas se sobrepõem, o deslocamento da água num ponto particular é a soma dos deslocamentos das ondas individuais. Em alguns pontos, estes estarão em fase, o que produzirá um deslocamento máximo. Noutros locais, as ondas estarão em oposição de fase e não haverá nenhum deslocamento do líquido nesses pontos. Assim, partes da superfície serão estacionárias - estas são vistas na figura ao lado como linhas estacionárias azul-verdes irradiando a partir do centro.

### Ondas planas
As ondas planas são um tipo de caso especial de onda ou campo, podendo ser chamada também de onda unidimensional. É uma onda de frequência constante cujas frentes de onda são planos paralelos perpendiculares à direção de propagação. Ou seja, são aquelas ondas que se propagam em apenas uma direção ao longo do espaço, como por exemplo as ondas nas molas ou nas cordas.
Matematicamente, uma onda plana é uma solução da equação de onda, sendo dada em sua forma complexa por

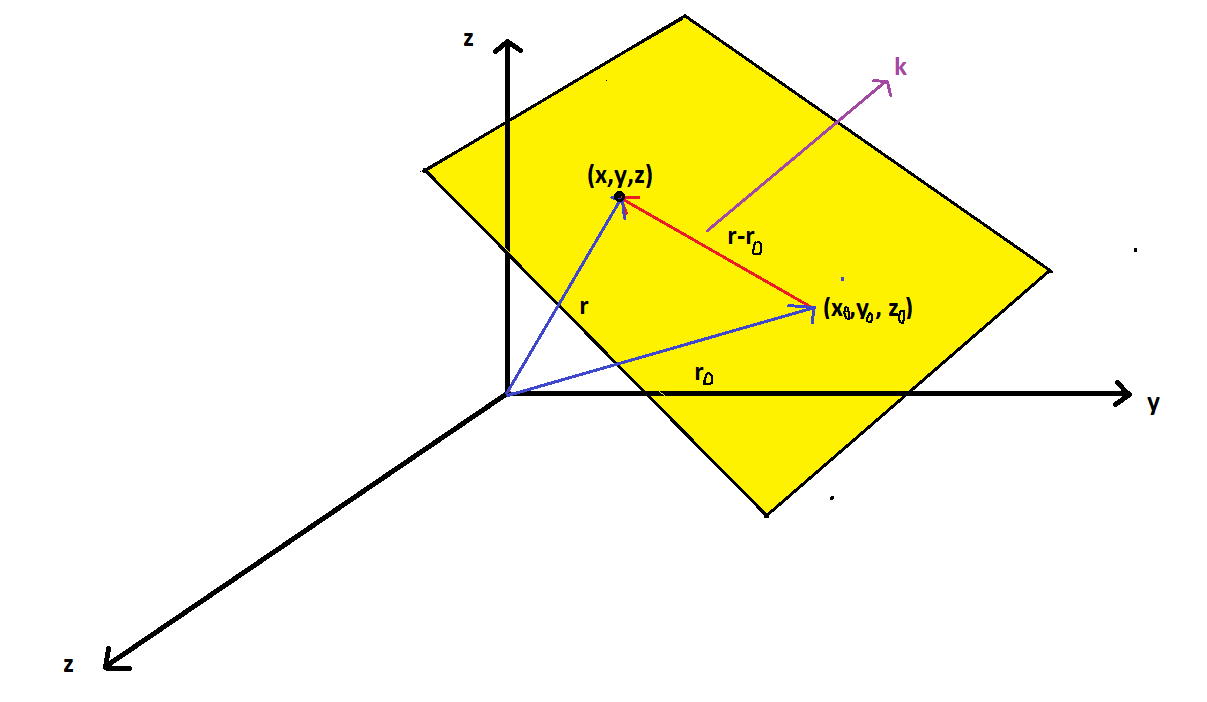
Ilustração gráfica de uma onda plana.

{\displaystyle \psi ({\vec {r}},t)=A\exp {[i({\vec {k}}\cdot {\vec {r}}\pm \omega t)]}}.

Disposição geométrica para duas interferências de ondas planas

Onde, i representa a unidade imaginária e A a amplitude complexa.
Uma forma simples de padrão de interferência é obtida se duas ondas planas da mesma frequência cruzam em ângulo. O ângulo "entre as ondas" neste caso é o ângulo entre os raios que representam a propagação das ondas, sendo que os raios são perpendiculares às frentes de onda. Interferência é essencialmente um processo de redistribuição de energia. A energia que é perdida na interferência destrutiva é recuperada na interferência construtiva. Na figura ao lado, uma onda se desloca na horizontal, e a outro está viajando para baixo segundo um ângulo θ para a primeira onda. Assumindo que as duas ondas estão em fase no ponto B, há mudanças de fase relativas ao longo do eixo x. A diferença de fase no ponto A é dada por
{\displaystyle \Delta \varphi ={\frac {2\pi d}{\lambda }}={\frac {2\pi x\sin \theta }{\lambda }}}
Pode ser visto que as duas ondas estão em fase quando
{\displaystyle {\frac {x\sin \theta }{\lambda }}=0,\pm 1,\pm 2,...},
e estão meio ciclo fora de fase quando
{\displaystyle {\frac {x\sin \theta }{\lambda }}=\pm {\frac {1}{2}},\pm {\frac {3}{2}},...}
A interferência construtiva ocorre quando as ondas estão em fase, e a interferência destrutiva quando eles estão um meio ciclo de fase. Assim, um padrão de franjas de interferência é produzido, em que a separação do máximo é
{\displaystyle d_{f}={\frac {\lambda }{\sin \theta }}}
e df é conhecido como o espaçamento de franjas. As franjas são observadas onde as duas ondas se sobrepõem e o espaçamento de franja é uniforme.

### Ondas esféricas

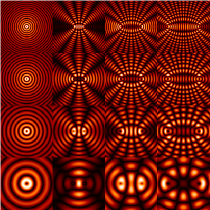
Representação da interferência que ocorre entre duas ondas pontuais, esféricas e que possuem diferentes comprimentos de onda e distância de fontes.

Para entender melhor o conceito de onda esférica, vamos retomar um exemplo anterior: uma pedra caindo numa lagoa. Onde a pedra cair, serão geradas frentes de onda circulares bidimensionais.
Estendendo o caso para três dimensões, imaginando uma esfera cercada de um fluído. Consideramos uma fonte pontual de luz, sua radiação emergirá radialmente em direção de modo uniforme. Este é considerado um tipo de fonte isotrópica. As frentes de ondas resultantes serão superfícies esféricas concêntricas que se expandem no espaço que envolve tal simetria. 
Uma fonte pontual produz uma onda esférica. Se a luz partir de duas fontes pontuais que se sobrepõem, a interferência padrão mapeia o caminho em que a diferença de fase entre as duas ondas varia no espaço. Isto depende do comprimento de onda e das distâncias relativas das fontes pontuais. A figura ao lado mostra a interferência entre duas ondas esféricas pontuais de diferentes comprimentos de onda e distância entre as fontes. Os aumentos de comprimento de onda de cima para baixo, e a distância entre as fontes da esquerda para a direita. Quando o plano de observação é suficientemente longe, o padrão de franjas serão uma série de linhas quase retas, uma vez que as ondas serão, então, quase planas.

### Múltiplas ondas
Frequentemente acontece de mais de duas ondas passarem simultaneamente pela mesma região. Quando ouvimos um concerto, por exemplo, as ondas dos vários instrumentos musicais chegam aos nossos ouvidos ao mesmo tempo. Neste caso, ocorre interferência, desde que as diferenças de fase entre elas permaneçam constantes durante o período de observação.
Quando há superposição de várias ondas de uma mesma frequência e amplitude a onda resultante se resume a zero (ou seja, interfere destrutivamente). Exemplos disso são a rede de difração e o sistema trifásico de energia. Em ambos, o resultado é conseguido por um espaçamento uniforme das fases. É fácil ver que o conjunto de ondas vai cancelar se elas têm a mesma amplitude e suas fases são igualmente espaçadas. Usando fasores, cada onda pode ser representada como {\displaystyle Ae^{i\varphi _{n}}}para {\displaystyle N} ondas de {\displaystyle n=0} à {\displaystyle n=N-1}, onde {\displaystyle \varphi _{n}-\varphi _{n-1}={2\pi  \over N}}.
Para mostrar que {\displaystyle \sum _{n=0}^{N-1}Ae^{i\varphi _{n}}=0} basta simplesmente assumir o inverso, em seguida, multiplicar ambos os lados por {\displaystyle e^{i{2\pi  \over N}}}.
O interferômetro de Fabry-Perot utiliza a interferência entre as reflexões múltiplas. Uma rede de difração pode ser considerada como um interferômetro de múltiplos feixes, uma vez que os picos que ela produz são gerados por interferência entre a luz transmitida por cada um dos elementos de rede.

## Experimento de Young

Representação de interferência entre duas ondas de mesma amplitude. No primeiro caso (esquerda) as ondas se encontram com uma diferença de fase ⲫ=0, causando uma interferência totalmente construtiva e resultando em uma onda com amplitude dobrada. No segundo caso (direita) as ondas se encontram com uma diferença de fase ⲫ= 𝜋 rad ou 180º, causando uma interferência destrutiva e a resultando em uma onda com amplitude zero.

Ilustração da Experiência de Young, onde temos os anteparos representados por S1, S2 e F. S1 é o anteparo que contém uma fenda, S2 é o anteparo que contém duas fendas e F é o anteparo final, também podendo ser chamado de tela detectora, que é onde as franjas claras e escuras são formadas no resultado final do experimento.

Um dos primeiros experimentos que comprovaram que a luz tem características e comportamentos ondulatórios, foi feito por Thomas Young na Inglaterra, em 1801. A natureza da luz já era muito discutida antes do experimento ser feito, com alguns cientistas defendendo a hipótese corpuscular, ou seja, que a luz era formada por partículas, e outros defendendo a hipótese ondulatória, ou seja, que a luz era uma onda. Portanto, já existiam teorias sobre a característica ondulatória da luz, mas não existiam comprovações experimentais até então. O experimento de Young (ou experimento de dupla fenda) foi um dos experimentos decisivos em favor da hipótese ondulatória. Nele é possível observar dois efeitos característicos de ondas: a interferência (superposição de ondas) e a difração.
Como já comentado, a interferência entre duas ondas depende da diferença de fase entre as ondas. Em ótica, a diferença de fase pode resultado de duas situações diferentes:
1. As ondas de luz percorrem diferentes caminhos óticos, sendo o caminho ótico definido como o produto do índice de refração do meio (n) e da distância percorrida (d). Portanto, uma diferença de caminho ótico pode surgir se as ondas percorrem distâncias diferentes entre a sua fonte e o ponto onde se interferem ou se propagam em meios diferentes;
2. Por reflexão, causando uma mudança de fase. Mais detalhes sobre isto na seção sobre interferência em filmes finos.

No experimento de Young, a interferência é resultado da diferença de caminho ótico. O experimento consiste em usar uma fonte de luz, que passa por uma primeira fenda S1 (forçando uma coerência e espalhamento) para depois essa luz atingir um outro anteparo com duas fendas (S2), sendo todas essas fendas bem estreitas e na ordem do comprimento de onda da luz utilizado. Essas duas fendas funcionam como fontes de luz de ondas, que se combinam/interferem da mesma forma que duas ondas na água se combinam quando se encontram, causando interferência. Desse jeito, em uma tela de observação F, posicionada depois dos dois anteparos de fendas, é possível observar uma figura de interferência, que é causada devido a diferença de fase entre as ondas.
O resultado esperado pelos teóricos que acreditavam que a luz era formada por corpúsculos, seria encontrar no anteparo dois riscos claros de luz. Porém, não foi isso que se observou, na realidade o resultado foi uma sequência de franjas claras e franjas escuras, uma figura padrão que ficou conhecida como figura de interferência. As franjas claras que aparecem no anteparo ocorrem onde têm interferência construtiva (ⲫ=0) e as franjas escuras aparecem onde a interferência é destrutiva (ⲫ=𝜋 rad ou 180º). Assim, é possível notar como a fase das ondas no momento em que se sobrepõe influencia totalmente a onda resultante.
Em 2016, físicos irradiaram um sinal de luz até um satélite e observaram , após o regresso dos fótons, uma interferência quântica confirmando que características quânticas das partículas permaneceram intactas em uma viagem de 5 mil quilômetros ao espaço.

### Posição de máximos e mínimos
A posição das franjas claras (máximos) e das franjas escuras (mínimos) vai depender da diferença de caminho ótico ({\displaystyle \Delta L}) que elas percorreram até se encontrarem. Se essa diferença de percurso for zero ou um múltiplo inteiro do comprimento de onda, vai existir um máximo de intensidade (interferência totalmente construtiva):  
{\displaystyle \Delta L=m\lambda }, com m = 0,1,2,3...
Por outro lado, se essa diferença de percurso for um múltiplo ímpar de metade de um comprimento de onda, vai existir um mínimo de intensidade (interferência totalmente destrutiva):
{\displaystyle \Delta L=(m+{1 \over 2})\lambda }, com m = 0,1,2,3...
Podemos associar essa diferença de percurso {\displaystyle \Delta L} com a posição angular do ponto da tela detectora onde se analisa a interferência ({\displaystyle \theta }). Sendo esta posição medida a partir do eixo central (localizado exatamente entre as fendas). Considerando que a distância entre o anteparo de dupla fenda e a tela detectora (D) é muito maior do que a distância entre as fendas (d), pode-se considerar os raios luminosos que saem de cada fenda como paralelos, de modo que {\displaystyle \Delta L=d\sin {\theta }}  e as condições para interferência totalmente construtiva e destrutiva ficam, respectivamente,
{\displaystyle d\sin {\theta }=m\lambda }, com m = 0,1,2,3...         e
{\displaystyle d\sin {\theta }=(m+{1 \over 2})\lambda }, com m = 0,1,2,3...

### Distribuição de intensidade
A distribuição da intensidade na figura de interferência (desprezando efeitos de difração), pode ser obtida facilmente assumindo que cada fenda é uma fonte de uma onda linearmente polarizada, cujos campos elétricos podem ser escritos como
{\displaystyle E_{1}=A\cos({\vec {k}}\cdot {\vec {r}}-\omega t+\phi _{1})=Re[{A\exp[i({\vec {k}}\cdot {\vec {r}}-\omega t+\phi _{1})]}} e
{\displaystyle E_{2}=A\cos({\vec {k}}\cdot {\vec {r}}-\omega t+\phi _{2})=Re[{A\exp[i({\vec {k}}\cdot {\vec {r}}-\omega t+\phi _{2})]}}
Como a intensidade I é proporcional ao quadrado do campo elétrico resultante da interferência entre ondas temos que
{\displaystyle I\propto \mid {E}\mid ^{2}=\mid {E_{1}+E_{2}}\mid ^{2}}
Usando a notação complexa, a equação acima resulta em
{\displaystyle I=I_{1}+I_{2}+2{\sqrt {I_{1}I_{2}}}cos{\delta }},
sendo {\displaystyle \delta =\phi _{1}-\phi _{2}}.
Fazendo I1 = I2 = I0, a distribuição de intensidade fica
{\displaystyle I=2I_{0}+2I_{0}\cos {\delta }=4I_{0}\cos ^{2}({\delta  \over 2})}

## Interferência em filmes finos

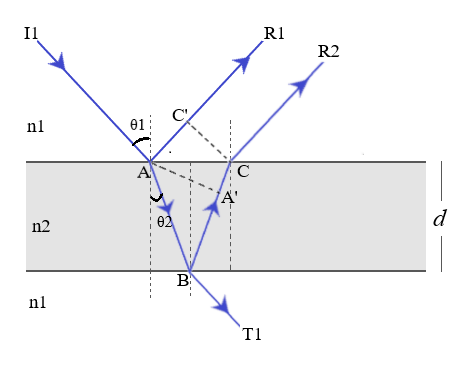
Reflexões da luz em filme fino

Algumas cores observadas no dia-a-dia estão relacionadas com os fenômenos de difração e refração da luz branca, como pode ser observado em prismas, reflexos de CD's, na formação de arco-íris, dentre outros fenômenos. Tal esquema de cores também é percebido em poças de óleos e em bolhas de sabão, mas nestes casos, o que ocorre é a interferência entre raios de luz refletidos entre as duas superfícies de um filme fino. Ou seja, a luz está sofrendo interferência de feixes múltiplos.
Mas o que são filmes finos? Filmes finos são definidos como uma camada de material cuja espessura é da ordem de grandeza de nanômetros, mesma ordem do comprimento de onda da luz visível. 

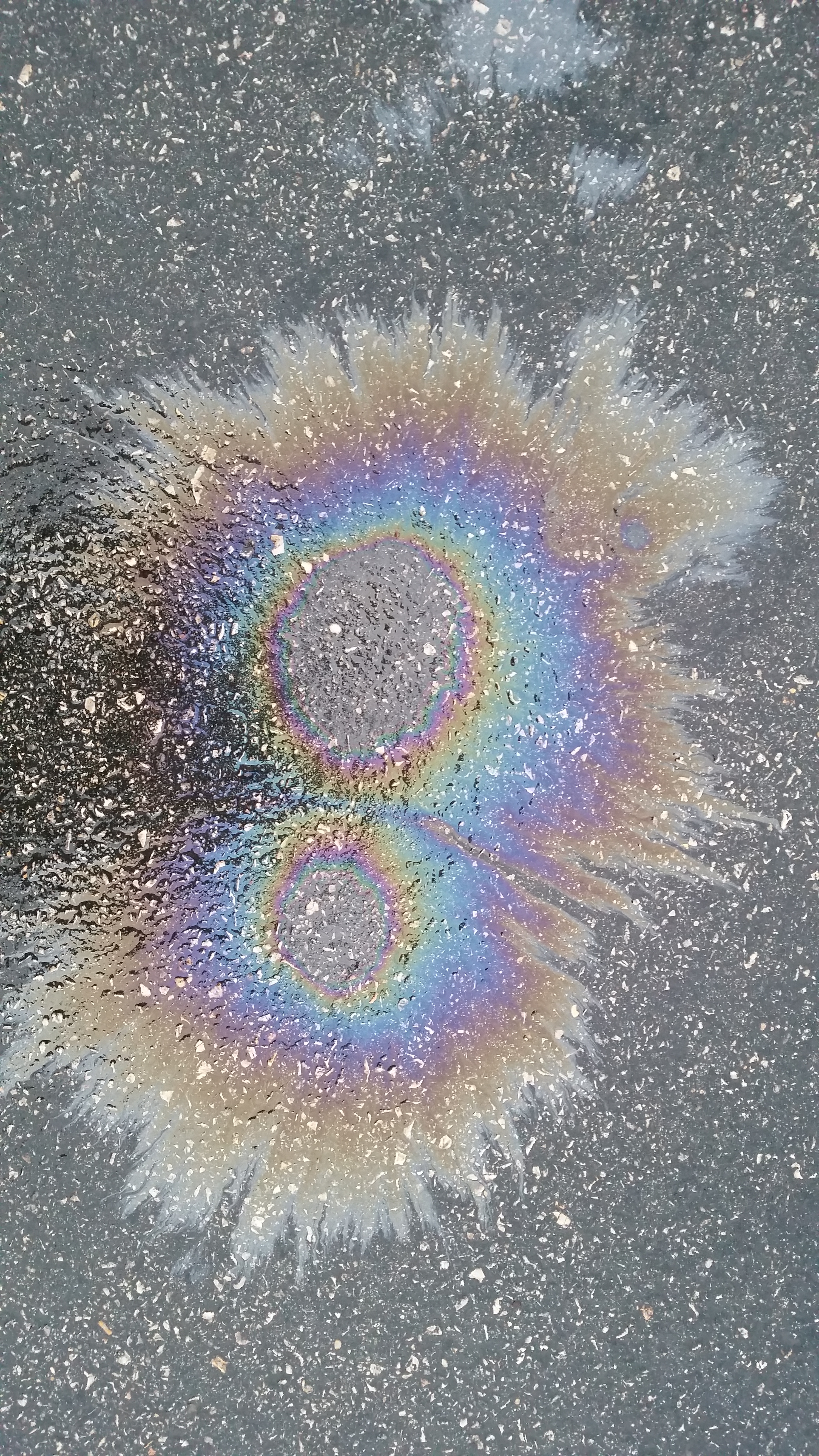
Mancha de óleo no asfalto

Para entender melhor o fenômeno da interferência da luz em filmes finos, vamos nos basear na figura “Interferência da luz em filme fino”, em que um filme fino transparente de espessura uniforme d e índice de refração n2 está imerso em um meio com índice de refração n1 (de forma que n2 > n1), enquanto um raio de luz I1 de comprimento de onda 𝜆 incide sobre ele em um ponto A, na borda superior do filme.   
Dessa forma, I1 é parcialmente refletido, representado pelo raio R1, e parcialmente refratado até chegar ao ponto B, na borda inferior do filme. O raio que chega ao ponto B, novamente será parcialmente refletido, representado por R2, e parcialmente refratado (T1). Então, o raio R2 passa novamente por um processo parcial de refração e de reflexão ao atingir o ponto C, na borda superior do filme. Esse fenômeno acontece com todos os raios de luz que incidem sobre o filme fino.   
Sendo assim, um observador do lado superior do filme irá enxergar como resultado a interferência dos raios refletidos R1 e R2, conforme a diferença de fase entre eles, que, por sua vez, depende da diferença de caminho ótico. 
Quando um raio de luz é refletido ao passar de um meio menos refringente para um meio mais refringente, como exemplificado no ponto A, a onda sofre uma mudança de fase de meio comprimento de onda (0,5𝜆). Porém, quando refletido ao passar de um meio de maior índice para um de menor índice de refração, como no ponto B, não ocorre mudança de fase.  
A diferença de caminho ótico entre os raios R1 e R2, fazendo n2 = n é  
{\displaystyle n[AB+BA']=n{\overline {A}}A'=2nA{\overline {A}}\cos {\theta _{2}}},  
logo, levando em conta a mudança de fase por reflexão no ponto A,  
{\displaystyle [R1]-[R2]=2nd\cos {\theta _{2}}+{\lambda  \over 2}}

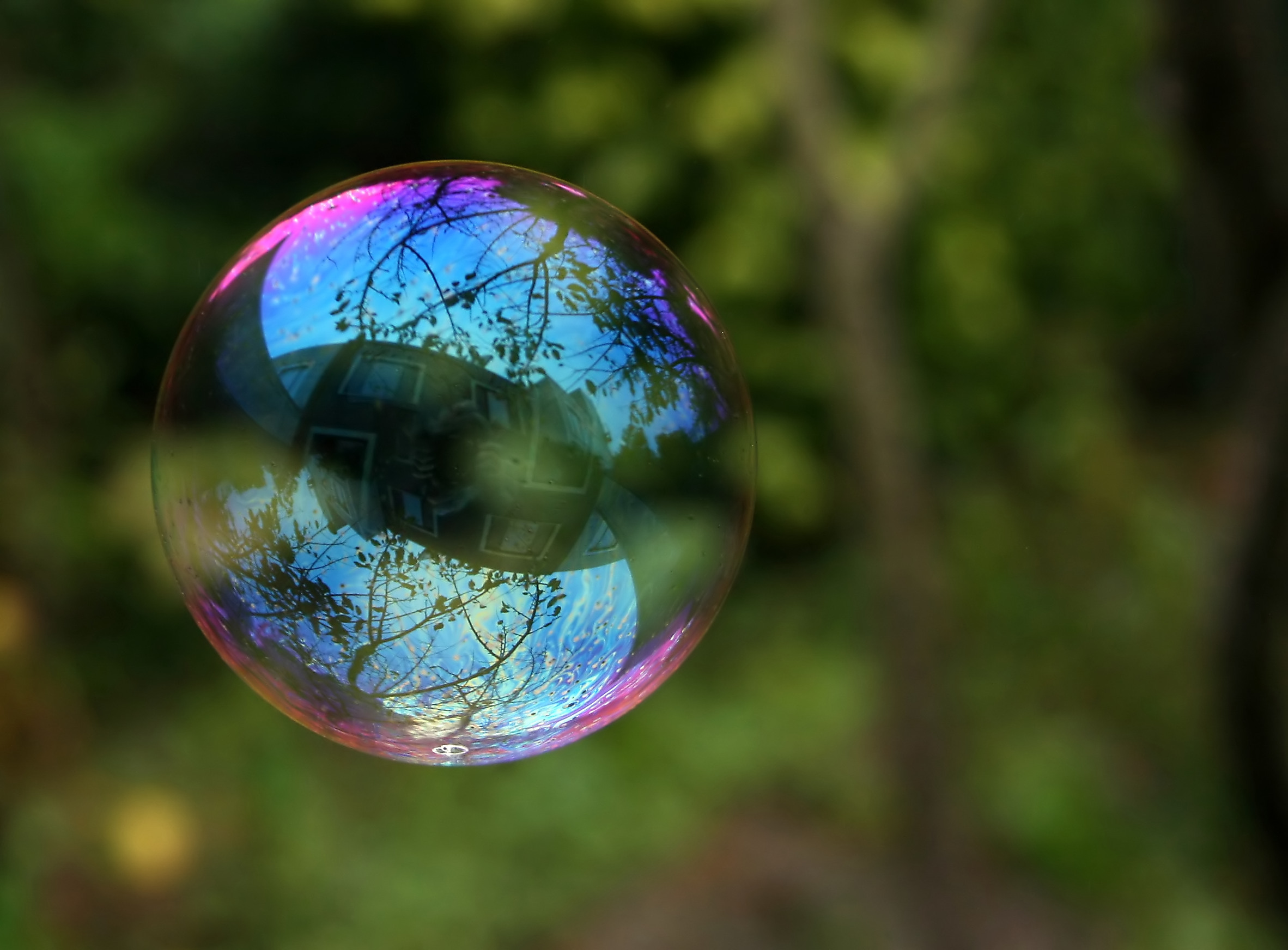
Reflexo em uma bolha de sabão

Então, a condição para interferência construtiva dos raios refletidos, neste caso, é dada por:  
{\displaystyle 2nd\cos(\theta _{2})+\lambda /2=m\lambda }, sendo m = 0,1,2,3,...
Logo, a diferença de caminho ótico está diretamente relacionada com a espessura do filme.
Portanto, dependendo da diferença de fase, alguns comprimentos de onda sofrem interferência destrutiva e outros comprimentos de ondas sofrem interferência construtiva, sendo possível, por exemplo, visualizar em uma mancha de óleo diversos comprimentos de ondas (cores) do espectro visível, como azul, rosa, amarelo, vermelho, roxo, etc. 
É possível também observar o mesmo fenômeno em bolhas de sabão. Neste caso, diferentemente da camada de óleo entre o ar e o chão, temos ar dentro e fora da bolha de sabão e também é possível ver a reflexão de imagens na superfície da bolha.

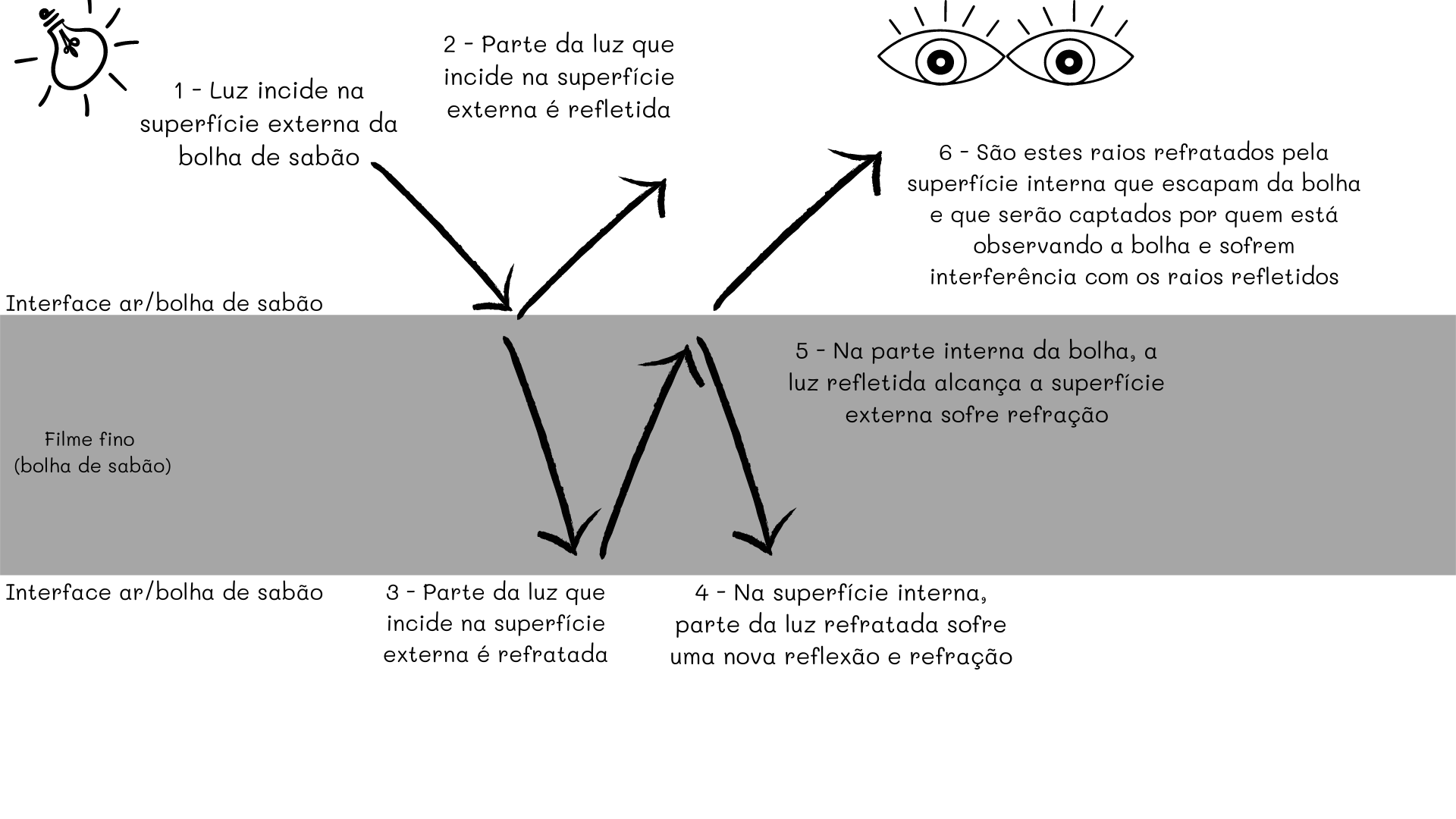
Reflexões e refrações que acontecem na bolha de sabão

 A luz que incide na bolha de sabão sofre uma série de reflexões e refrações. As cores que são observadas na superfície da bolha de sabão dependem do modo como os raios chegam aos olhos do observador. Essas cores são causadas pela interferência das ondas luminosas refletidas pelas superfícies interna e externa da bolha.
De modo geral, no fenômeno da interferência em filmes finos, sabemos que a luz incidente sofre reflexão e refração dentro do filme fino. As refrações geram novas reflexões, que geram novas refrações, e assim, a onda inicialmente refletida interfere com a onda inicialmente refratada, podendo resultar em uma interferência construtiva ou destrutiva. 